# جورج دبليو. مالون
جورج دبليو. مالون (بالإنجليزية: George W. Malone)‏ هو مهندس ومهندس مدني وسياسي أمريكي، ولد في 7 أغسطس 1890 في الولايات المتحدة، وتوفي في 19 مايو 1961 في نفس البلد. حزبياً، نشط في الحزب الجمهوري. وقد انتخب مهندس (1927 – 1935) وانتخب عضو مجلس الشيوخ الأمريكي.

## روابط خارجية
- جورج دبليو. مالون على موقع إن إن دي بي (الإنجليزية)